# Bučečovci
Bučečovci este o localitate din comuna Križevci, Slovenia, cu o populație de 268 de locuitori.